# Дзіваківський Андрій Гнатович
Андрій Гнатович Дзіваківський (нар. 1818 року, с. Пісочна, Стрийський округ, Королівство Галичини та Володимирії, Австрійська імперія — 29 березня 1862 року, с. Пісочна, Миколаївський повіт, Стрийський округ, Королівство Галичини та Володимирії, Австрійська імперія) — селянин, політичний та громадський діяч Галичини середини XIX століття, посол до Австрійського парламенту 1848 року.
Член Райхстагу від 10 липня 1848 року до 7 березня 1849 року. Обраний від Жидачівського виборчого округу.
7 березня 1849 року парламент був розпущений і парламентарі втратили повноваження.